# Agustín Renedo Martino
Agustín Renedo Martino (Baños de la Peña, Palencia, 28 de agosto de 1870 - Paracuellos de Jarama 30 de noviembre de 1936), religioso agustino y escritor español. Profesó en el colegio de Valladolid el 28 de octubre de 1888. Profesor en el Real Monasterio de El Escorial. Autor de Escritores palentinos (datos bio-bibliográficos) (1919-1926).
Asesinado durante la guerra civil española, fue beatificado en octubre de 2007, por el papa Benedicto XVI en Roma. Su fiesta se celebra el 6 de noviembre.

## Obras
- Escritores palentinos (datos bio-bibliográficos) (1919-1926)